# Färgelanda
Färgelanda – miejscowość (tätort) w Szwecji, w regionie administracyjnym (län) Västra Götaland, w gminie Färgelanda.
Według danych Szwedzkiego Urzędu Statystycznego liczba ludności wyniosła: 1986 (31 grudnia 2015), 1923 (31 grudnia 2018) i 1925 (31 grudnia 2019).